# Săptămâna Luminată

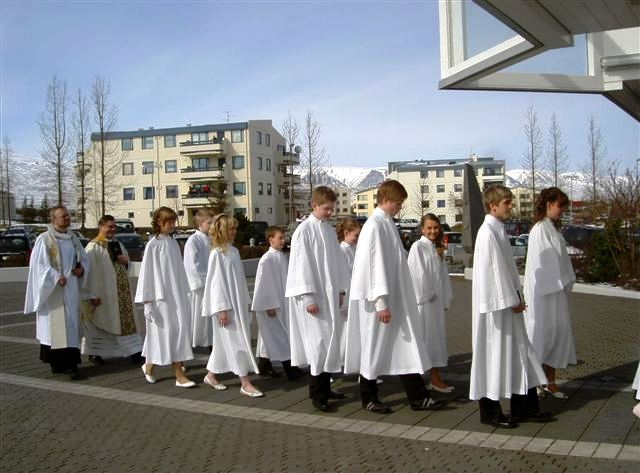
Duminica Albă într-o comunitate protestantă din Islanda (2007).

Săptămâna Luminată este pentru creștini săptămâna consecutivă Paștilor, care se încheie cu a doua duminică a Paștilor (cunoscută și drept Duminica Tomii, Duminica Albă sau, în latină, Quasimodogeniti, în traducere „Precum noii născuți”).
În Biserica primară botezul candidaților avea loc de obicei în noaptea de Paști, iar noii botezați rămâneau îmbrăcați în alb timp de opt zile, adică până în a doua duminică a Paștilor (Duminica Tomii). 